# Carcarès-Sainte-Croix
Carcarès-Sainte-Croix – miejscowość i gmina we Francji, w regionie Nowa Akwitania, w departamencie Landy.
Według danych na rok 1990 gminę zamieszkiwało 426 osób, a gęstość zaludnienia wynosiła 27 osób/km² (wśród 2290 gmin Akwitanii Carcarès-Sainte-Croix plasuje się na 770. miejscu pod względem liczby ludności, natomiast pod względem powierzchni na miejscu 715.).